# Бондаренко Іван Петрович (директор заводу)
Іван Петрович Бондаренко (нар. 1 листопада 1894, селище Юзівка Катеринославської губернії, тепер місто Донецьк Донецької області — розстріляний 28 липня 1938) — український радянський господарський діяч, директор Харківського паровозобудівного заводу імені Комінтерну. Кандидат у члени ЦК КП(б)У в січні 1934 — червні 1938 р.

## Біографія
Народився в родині робітника-металіста. Трудову діяльність розпочав розсильним контори Єнакіївського металургійного заводу. У 1914 році закінчив із золотою медаллю Ізюмське реальне училище. У 1914—1916 роках — студент Харківського технологічного інституту. Восени 1916 року був виключений із інституту за революційну діяльність.
Член РСДРП(б) з 1916 року.
З жовтня 1917 року — керівник загонів Червоної гвардії робітничого селища Єнакієве на Донбасі. У 1918—1919 роках — на підпільній більшовицькій роботі в Єнакієве. У 1920—1922 роках — заступник голови Юзівського районного управління Центрального правління кам'яновугільної промисловості на Донбасі.
У 1922—1925 роках — студент Харківського технологічного інституту. У 1925 році здобув спеціальність інженера-металурга.
У 1925—1926 роках — майстер мартенівського цеху, у 1926—1927 роках — старший майстер плавильного відділення мартенівського цеху, у 1927—1928 роках — заступник начальника мартенівського цеху з виробництва, у 1928—1930 роках — начальник об'єднаного сталеливарного цеху, у 1930—1931 роках — головний металург, у 1931—1934 роках — головний інженер Харківського паровозобудівного заводу імені Комінтерну.
У січні 1934 — травні 1938 року — директор Харківського паровозобудівного заводу імені Комінтерну.
25 травня 1938 року заарештований органами НКВС. 28 липня 1938 року засуджений до розстрілу. Посмертно реабілітований 14 березня 1956 р.

## Нагороди
- орден Леніна (26.03.1935)
- орден Червоної Зірки (1933)